# Simmshütte
De Simmshütte, voluit de Frederick-Simms-Hütte, is een berghut in de Lechtaler Alpen in Tirol (Oostenrijk). De hut is gelegen op een hoogte van 2004 meter en is bereikbaar door het Sulzltal, een zijdal van het Lechtal. Er is ook een verbinding met Kaisers en met de Ansbacher Hütte. De wandeling naar de Simmshütte door het Sulzltal duurt ongeveer 3 uur. De hut is gebouwd in 1907 door de sectie Holzgau van de Deutsche und Österreichische Alpenverein maar wordt nu uitgebaat door de sectie Stuttgart van de Deutsche Alpenverein.